# Alberto Plebani
Alberto Plebani (Ascoli Piceno, 4 settembre 1926) è un attore italiano noto come caratterista.
Attore dalla grossa stazza, portatore di occhiali spessi, ha recitato come attore caratterista o di secondo piano a partire dal 1948 fino alla metà degli anni settanta.

## Biografia
Nel 1953 è un chirurgo nel film Una donna prega di Anton Giulio Majano e soprattutto un giudice in Ai margini della metropoli di Carlo Lizzani.
Nel 1954 interpreta la parte di Gaspare nell'episodio "Pendolin" del film Cento anni d'amore di Lionello De Felice.
Nel 1958 è Don Antonio nel film La maja desnuda di Henry Koster con Ava Gardner, Anthony Franciosa, Amedeo Nazzari e Gino Cervi.
Negli anni sessanta appare ancora in diversi film di cui citiamo Giulietta degli spiriti del 1965 di Federico Fellini dove impersona Lynx-Eyes, L'uomo del colpo perfetto del 1967 di Aldo Florio nella parte di Van der Hoven e in La notte pazza del conigliaccio di Alfredo Angeli.
La sua caratterizzazione più riuscita viene considerata quella del Presidente della Repubblica in Colpo di Stato film del 1969 di Luciano Salce.
Continua a recitare in alcuni film negli anni settanta fino al 1975, dove interpreta tra gli altri un prelato in Brancaleone alle crociate e l'arcivescovo in Ludwig di Luchino Visconti.

## Filmografia parziale
- Una lettera all'alba, regia di Giorgio Bianchi (1948)
- Strano appuntamento, regia di Dezső Ákos Hamza (1950)
- Senza bandiera, regia di Lionello De Felice (1951)
- Europa '51, regia di Roberto Rossellini (1952)
- Il prezzo dell'onore, regia di Ferdinando Baldi (1953)
- Ai margini della metropoli, regia di Carlo Lizzani (1953)
- Siamo tutti inquilini, regia di Mario Mattoli (1953)
- Donne proibite, regia di Giuseppe Amato (1954)
- Gente felice, regia di Mino Loy (1957)
- La maja desnuda (The Naked Maja), regia di Henry Koster (1958)
- Il moralista, regia di Giorgio Bianchi (1959)
- Giulietta degli spiriti, regia di Federico Fellini (1965)
- L'uomo del colpo perfetto, regia di Aldo Florio (1967)
- Colpo di Stato, regia di Luciano Salce (1969)
- Brancaleone alle crociate, regia di Mario Monicelli (1970)
- Ludwig, regia di Luchino Visconti (1973)
- Giordano Bruno, regia di Giuliano Montaldo (1973)